# Pielavesi (sjö)
Pielavesi är en sjö i Finland. Den ligger i kommunen Pielavesi i landskapet Norra Savolax, i den centrala delen av landet, 400 km norr om huvudstaden Helsingfors. Pielavesi ligger 102,3 meter över havet. Arean är 110,1 kvadratkilometer och strandlinjen är 419,71 kilometer lång. Sjön  ingår i Kymmene älvs huvudavrinningsområde. 